# Grow shop

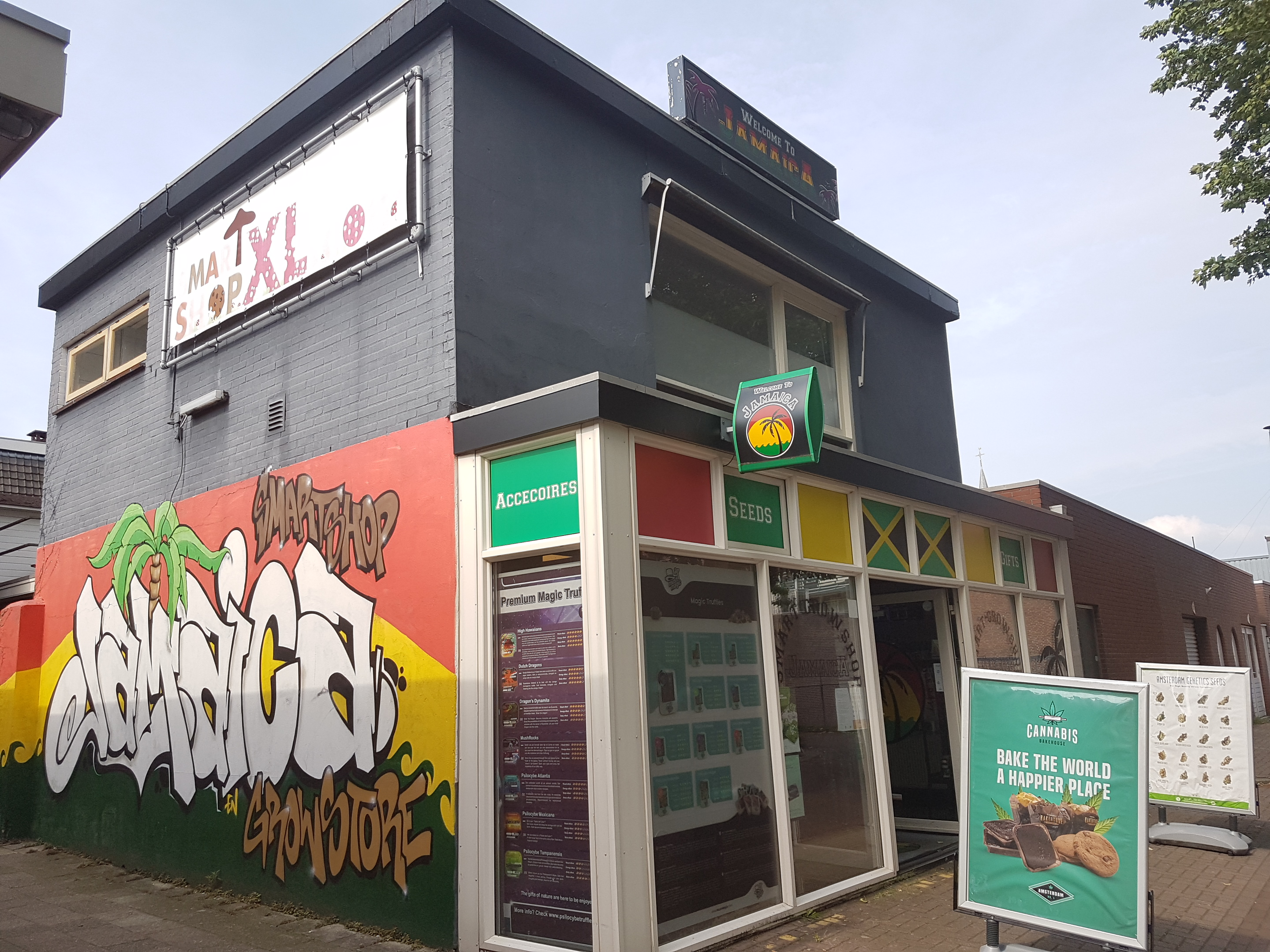
Grow shop en Winterswijk, Países Bajos

Una grow shop (en español, 'tienda de cultivo') es un establecimiento dedicado al asesoramiento y venta de productos para el cultivo de cannabis, desde semillas hasta iluminación, fertilizantes, medidores de pH, equipos de ventilación, armarios equipados para cultivo interior, etc. Los grow shops pueden ser tiendas físicas o en línea.
En algunos, como en Canadá, Japón y la mayoría de países de la Unión Europea incluido España, se permite legalmente la venta de semillas y equipo de cultivo a pesar de que la venta de marihuana (tanto las flores como la planta) sea ilegal. La frontera legal en estos casos se sitúa en el momento de la germinación.

## Historia
Al igual que coffee shop, smart shop, head shop o tea pad, la denominación 'grow shop' es una manera discreta, casi eufemística, de referirse a puntos de venta de cannabis. Las primeras tiendas surgieron a partir de los años 50, época en la que el cannabis tenía un fuerte estigma social. Por ello se las comenzó a llamar «tiendas de cultivo», un nombre en clave un tanto ambiguo pero que era entendido tan sólo entre los consumidores. Hoy en día las sociedades son menos conservadoras respecto al cultivo de marihuana, desapareciendo el tabú y extendiendo la práctica a más lugares. 
Los tiempos actuales están coincidiendo con una liberalización gradual del mercado cannábico, por lo que las grow shops son un modelo de negocio muy rentable.
Una de las primeras grow shops modernas fue Positronics, fundada en 1985 por Wernard Bruining y con sede en Ámsterdam, fue pionera en la venta de material específico para el cultivo cannábico y semillas. Previamente ya se daba el consumo de marihuana en los Países Bajos, traído de otros países; sin embargo la práctica del autocultivo se daría a partir de los años 70, con la aparición de los primeros grow shops y coffee shops como el reconocido Mellow Yellow (f. 1973), el primer coffee shop de la capital holandesa, fundado por Bruining entre otros. Positronics quebró en 1996, pero inspiró a cientos de usuarios a abrir sus propios grow shops por toda Europa y todo el mundo.

## Características

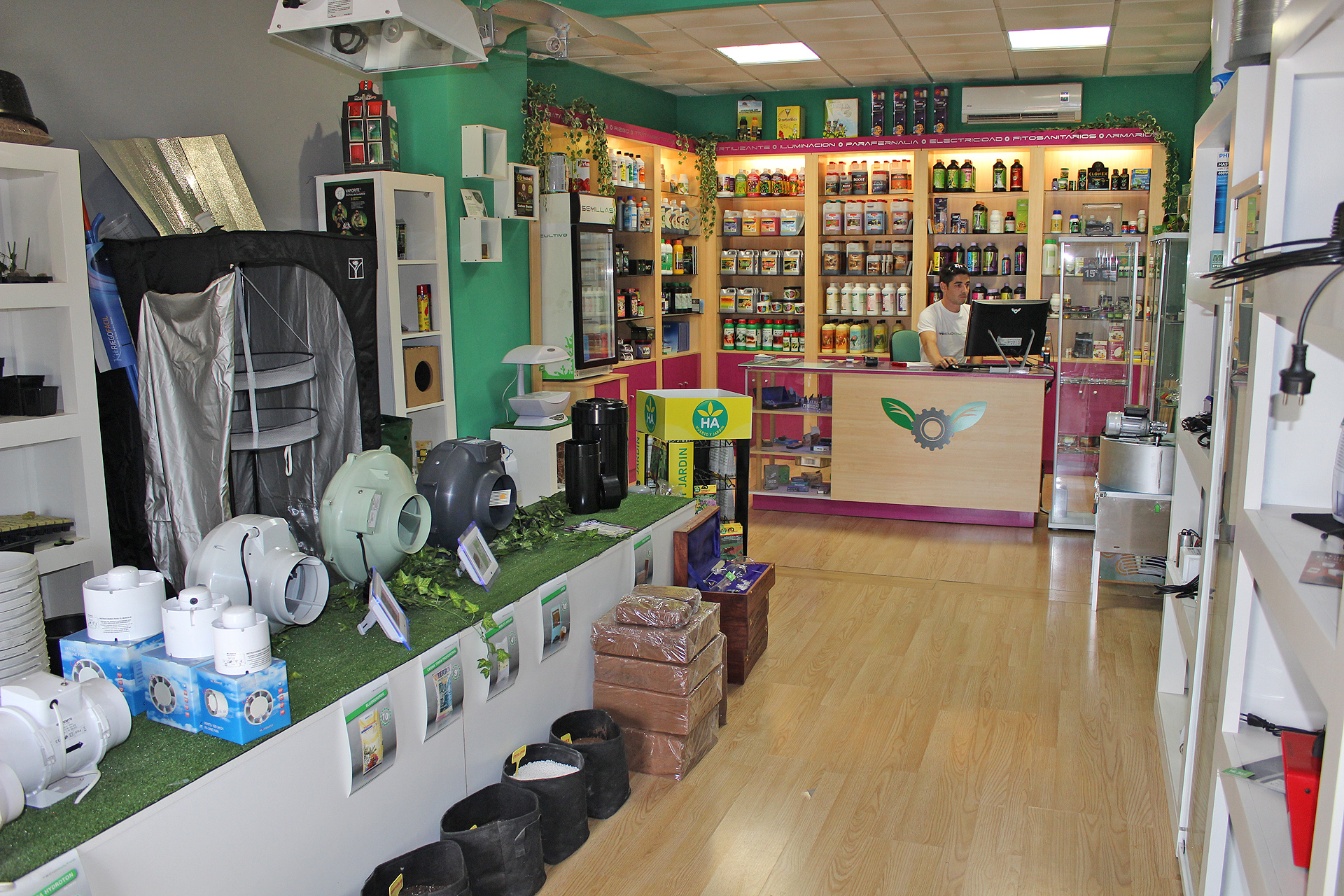
Grow shop en Valencia, España.

### Infraestructura y productos
Las grow shops gozan de todo tipo de productos para el cultivo del cannabis, desde la semilla hasta el armario para secarla, pasando por abonos, luces, automatismos o libros. Estos establecimientos tienen una o varias neveras para poder almacenar las semillas. Proveen lo necesario tanto para cultivo exterior como interior.
En exterior, la temporada de cultivo es en los meses de verano, es decir, de mayo a octubre (en el hemisferio norte), y de noviembre a abril (en el hemisferio sur) aproximadamente. La ventaja del cultivo interior es que no tiene temporalidades, ya que con la luz y la temperatura ambiental se acondiciona el espacio, y por lo tanto comprar suministros durante todo el año. Las grow shops no tienen un horario comercial tan estricto como el resto de tiendas, y en general, no abren muy temprano por las mañanas ni domingos ni festivos.

### Legalidad
La legislación española referente a la marihuana prohíbe la venta de este producto, sin embargo, se permite su cultivo, por lo que aunque se puede vender la semilla, los compradores deben ser mayores de edad. Es por eso que algunos distribuidores reflejan advertencias en este sentido para asegurarse de que quien compra conoce la ley y el contenido de su tienda.
La legislación francesa es mucho más restrictiva al respecto, prohibiendo todo lo relacionado con las plantas de cannabis (incluidas las semillas). Es por ello que en el estado francés los grow shops se han especializado en la venta de material de cultivos de interior e hidroponía.